# Hans Bock der Ältere

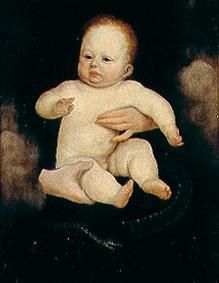
Hans Bock d. Ä.: Kopie des Christuskindes nach Hans Holbeins Solothurner Madonna, vor 1585/87, Kunstmuseum Basel

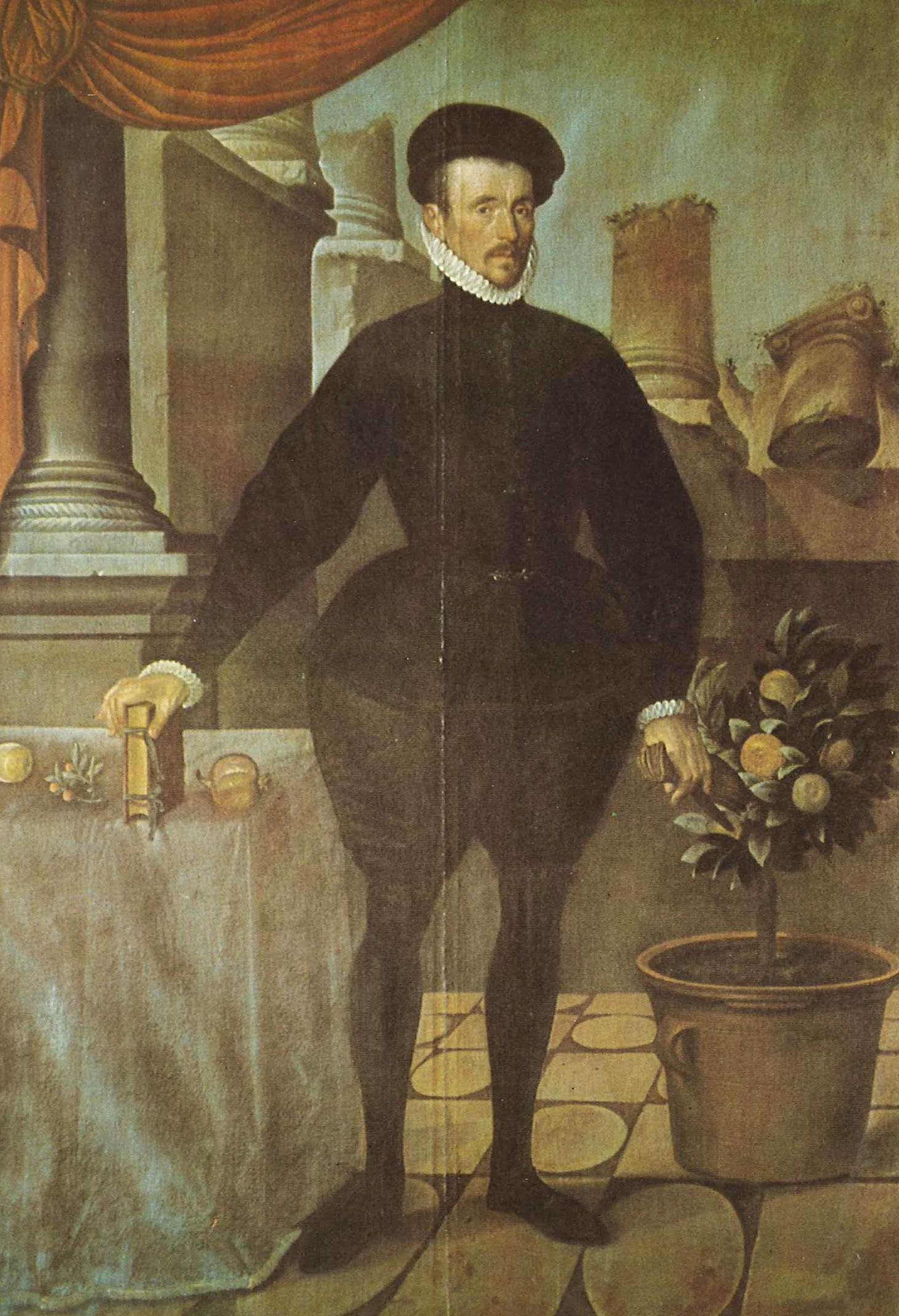
Hans Bock d. Ä.: Porträt des Arztes und Kunstsammlers Felix Platter in Basel (1584)

Hans Bock der Ältere (* um 1550 in Zabern; † 16. März 1624 in Basel) war ein Maler, Zeichner, Restaurator und Geometer.

## Leben
Hans Bock war ein Schüler von Hans Hug Kluber (1535–1578), in dessen Werkstatt in Basel er 1571 aus Straßburg kommend als Geselle eintrat. 1572 wurde er als Meister in die Zunft zum Himmel aufgenommen. Im Basler Rathaus restaurierte er 1579 die Werke von Hans Holbein dem Jüngeren, der mit der Gestaltung des damaligen Grossratssaales beauftragt worden war. Zwischen 1608 und 1611 schuf Bock dort eigene Werke: Er malte über den Portalen das Stadtwappen und stellte Siegesgöttinnen mit Palmzweigen sowie einen Kinderfestumzug dar. 1608/09 entstanden von ihm auch die Werke «Josaphat ermahnt die Richter» und «Herodes vor Hyrcanus» an den seitlichen Wänden des Innenhofs unter den Arkaden. Oberhalb der Ratstreppe schuf er in dieser Zeit auch ein Werk, das das «Jüngste Gericht» darstellt. Von einflussreichen Baslern wie Felix Platter und Basilius Amerbach erhielt er Aufträge. Auch waren sie Kunstsammler, so dass Hans Bock der Ältere dort Vorbilder und Aufträge fand. Hans Hug Kluber und Hans Bock der Ältere gelten als Nachfolger Holbeins (und Restauratoren seiner Gemälde) in Basel nach dessen Fortgang 1532.
Bock war auch als Geometer tätig. Er vermass 1588 Basel und schuf 1623 einen umfassenden Plan der gesamten Stadt und ihrer Umgebung im Maßstab 1:6500.
Hans Bock begründete eine Künstlerfamilie; er war der Vater von Emanuel dem Älteren (dieser restaurierte nach Hans Hug Kluber von 1614 bis 1616 erneut den Basler Totentanz), Felix, Hans dem Jüngeren, Niklaus und Peter Bock, die alle Maler wurden, sowie von drei Töchtern.

## Museumsbesitz
- Porträt Helena d’Annone (1573), auf einer Buchsbaumdose im Landesmuseum Zürich
- Venustanz (1575), Städel in Frankfurt am Main
- Toter Christus im Grabe (1580/90) im Kunstmuseum Solothurn[3]
- Porträt Felix Plattner (1584), Universität Basel
- Allegorie des Tages – Kampf des Zeus gegen die Titanen, (1586), Kunstmuseum Basel
- Kopie des Christuskindes nach Holbeins Solothurner Madonna (vor 1585/87), Kunstmuseum Basel
- Triptykus des heiligen Thodul (1596) (Geschichtsmuseum Wallis)